# Kodeks 072
Kodeks 072 (Gregory-Aland no. 072),  ε 011 (von Soden) – grecki kodeks uncjalny Nowego Testamentu, paleograficznie datowany na V/VI wiek. Dawniej przechowywany był w Kubbat al-Chazna w Damaszku, obecne miejsce przechowywania kodeksu jest nieznane.

## Opis
Do dziś zachował się jedynie fragment pergaminowej karty kodeksu (20  na 15 cm), z tekstem Ewangelii Marka 2,23-3,5. Tekst pisany jest jedną kolumną na stronę, 22 linijek w kolumnie. Jest palimpsestem, tekst górny pisany jest w języku arabskim.
Grecki tekst kodeksu przekazuje tekst mieszany Kurt Aland zaklasyfikował go do kategorii III.